# Robert-Jan Vanwesemael
Robert-Jan Vanwesemael  (Sint-Truiden, 26 maart, 2002) is een Belgisch voetballer die onder contract staat bij de Belgische club STVV.

## Clubcarrière
Vanwesemael genoot zijn jeugdopleiding bij SK Meldert, KRC Genk en STVV. In het seizoen 2022/23 speelde Vanwesemael op huurbasis bij KVK Tienen in Eerste nationale. 
Op 31 oktober 2023 maakte hij zijn officiële debuut in het eerste elftal van STVV: in de bekerwedstrijd tegen Francs Borains viel de rechtsback na de eerste helft van de verlengingen in voor Rihito Yamamoto. Op 16 december 2023 kreeg hij in het Edmond Machtensstadion zijn eerste minuten in de Jupiler Pro League.
Na het vertrek van Daiki Hashioka naar Luton Town eind januari 2024 ging het aantal speelminuten van Vanwesemael omhoog. In maart 2024 lichtte STVV dan ook de optie in het aflopende contract van Vanwesemael, die hierdoor tot medio 2025 onder contract lag bij de Truienaars.

## Clubstatistieken
| Seizoen         | Club            | Land            | Competitie       | Competitie | Competitie | Beker | Beker | Supercup | Supercup | Europees | Europees | Totaal | Totaal |
| Seizoen         | Club            | Land            | Competitie       | Wed.       | Dlp.       | Wed.  | Dlp.  | Wed.     | Dlp.     | Wed.     | Dlp.     | Wed.   | Dlp.   |
| --------------- | --------------- | --------------- | ---------------- | ---------- | ---------- | ----- | ----- | -------- | -------- | -------- | -------- | ------ | ------ |
| 2022/23         | STVV            | Vlag van België | Eerste klasse A  | 0          | 0          | 0     | 0     | —        | —        | —        | —        | 0      | 0      |
| 2022/23         | → KVK Tienen    | Vlag van België | Eerste nationale | 37         | 2          | 1     | 0     | —        | —        | —        | —        | 38     | 2      |
| 2023/24         | STVV            | Vlag van België | Eerste klasse A  | 16         | 0          | 1     | 0     | —        | —        | —        | —        | 17     | 0      |
| 2024/25         | STVV            | Vlag van België | Eerste klasse A  | 6          | 0          | 0     | 0     | —        | —        | —        | —        | 6      | 0      |
| Carrière totaal | Carrière totaal | Carrière totaal | Carrière totaal  | 59         | 2          | 2     | 0     | 0        | 0        | 0        | 0        | 61     | 2      |

Bijgewerkt op 12 september 2024.